# George Hendy

a Compétitions nationales et continentales officielles uniquement.

b Matchs officiels uniquement.
Dernière mise à jour le 15 juin 2024.
George Hendy, né le 15 octobre 2002 à Warwick (Angleterre), est un joueur anglais de rugby à XV jouant au poste d'arrière avec les Northampton Saints en Premiership.

## Biographie

### Jeunesse et formation
George Hendy naît le 15 octobre 2002 à Warwick, en Angleterre.  Il commence à jouer au rugby à XV au club de Shipston-on-Stour, progressant dans toutes les catégories d'âge jusqu'à devenir capitaine de l'équipe. Il commence par jouer au poste de demi d'ouverture puis de centre avant d'être replacé à l'arrière voire à l'aile. Il fait aussi partie du centre de formation des Worcester Warriors avant de s'engager avec celui des Northampton Saints, après avoir été repéré lors d'un tournoi de rugby à sept quand il avait 13 ans.
En parallèle, il fréquente la King Edward VI School (en) de Stratford-upon-Avon. Il étudie ensuite la géographie à l'Université de Loughborough. Il pratique également l'athlétisme et le cricket dans sa jeunesse.

### Carrière en club
George Hendy signe son premier contrat professionnel avec les Saints en août 2021,.Ensuite, il fait ses débuts professionnels quelques mois plus tard, durant la saison 2021-2022, le 13 novembre 2021 lors d'un match de Coupe d'Angleterre contre les London Irish. Il est titularisé à l'arrière et marque un essai, n'empêchant pas la défaite des siens sur le score de 36 à 26,. La semaine suivante, il est de nouveau titulaire et marque un deuxième essai dans un autre match de coupe, perdu contre les Harlequins. En fin de saison, il joue son premier match de Premiership , entrant en jeu dans une victoire 39-22 contre les Bristol Bears. Il joue au total cinq match toutes compétitions confondues et marque quatre essais pour sa première saison.
La saison suivante, en 2022-2023, il joue quelques match avec Northampton et marque deux essais, avant d'être prêté aux Bedford Blues en deuxième division anglaise où il est un joueur important et marque quatre fois en douze matchs,.
C'est durant la saison 2023-2024 qu'il prend de l'importance et devient un joueur régulier des Northampton Saints. En effet, après une présaison où il impressionne, marquant trois essais en quatre matchs de Coupe d'Angleterre, il est ensuite régulièrement titularisé en championnat et en Champions Cup. Au mois de février, il prolonge son contrat avec son club formateur,. Puis, les Saints se qualifie pour les phases finales de la Champions Cup. En huitième de finale face au Munster, Hendy entre en jeu en deuxième mi-temps à la place de Burger Odendaal et marque un doublé offrant la qualification à son équipe. Titularisé au poste d'ailier pour la demi-finale contre le Leinster, il inscrit un essai mais son équipe est vaincue aux portes de la finale 20-17. Toutefois, en championnat Northampton atteint la finale et fait face à Bath. Hendy commence la rencontre sur le banc des remplaçants avant d'entrer en jeu à la 44e minute à la place d'Odendaal. En fin de partie, il fait une percée dans la adverse et traverse près de la moitié du terrain avant de transmettre le ballon après contact et d'offrir l'essai de la victoire à Alex Mitchell. Les Saints s'imposent alors 25 à 21 et remportent la compétition pour la deuxième fois de leur histoire,. George Hendy est aussi nommé Homme du match de cette finale.

### Carrière internationale
En janvier 2022, George Hendy est sélectionné pour la première fois en équipe d'Angleterre des moins de 20 ans pour le Tournoi des Six Nations des moins de 20 ans 2022. Il joue trois matchs dans ce tournoi et son pays termine en troisième position. Plus tard dans l'année, il est de nouveau appelé en sélection, pour participer au Summer Series. Il joue quatre matchs et marque deux essais dans cette compétition.

## Palmarès
- Northampton Saints
  - Vainqueur du Championnat d'Angleterre en 2024